# Герб Тисовиці
Герб Тисовиці — офіційний символ села Тисовиця, Самбірського району Львівської області, затверджений 19 березня 1999 року рішенням сесії Тисовицької сільської ради.
Автор — А. Гречило.

## Опис
У зеленому полі золота тризрубна церква, у золотій главі 4 зелені букові листки.

## Зміст
На печатках села з ХІХ ст. було зображено дерев'яну церкву. Цей символ збережено на гербі та прапорі. Букові листки вказують на те, що село давніше оточували букові ліси.